# Èn Over/Èn Under
Én Over/ Én Under er et dansk vokalensemble som blev dannet i 1984 med sangerne Gitte Naur, Iben Plesner, Ole Rasmus Møller og pianisten Ivar Lind Greiner som den oprindelige besætning.
Ensemblet lavede som de første i Danmark, akustiske rockcabaretter. Forestillingerne blev spillet på Cafe Liva, Svalegangen, Århus Teater, Kafcafeen, Skagens Fiskerestaurant m.fl.
Ensemblet har medvirket i en lang række underholdningsudsendelser på DR1 og TV2. DR -radio har optaget og udsendt 5 af deres produktioner.
Til dato har Én Over/ Én Under produceret : 
- "Noget af John Lennon" ,
- "Der er li´et par ting ...." ( af Erik Thygesen) ,
- "Knud, Krig og Kærlighed" (af Sebastian),
- "Med Livet i hænderne" (af Erik Thygesen) ,
- "PS" (af Paul Simon)
- "Lidt til og meget mer`" (af CV Jørgensen)
- " Nielsen " (af Peter AG og Elisabeth)
- Koncerten "En aften med Én Over/ Én Under"

Trioen har siden 2012 bestået af Gitte Naur, Peter Smith og stifteren Ole Rasmus Møller
Ensemblet har udgivet 3 albums : "Der er lige et par ting" (85) "Med Livet i Hænderne" (95) & "Én Over/Én Under" (2015)
Desuden medvirker de på Sebastians 2 musical-albums : Ronja Røverdatter & Hodja fra Pjort.

## Eksterne kilder og henvisninger
- Grubbens websted

 Der er for få eller ingen kildehenvisninger i denne artikel, hvilket er et problem. Du kan hjælpe ved at angive troværdige kilder til de påstande, som fremføres i artiklen.